# Lâu đài Louisenberg

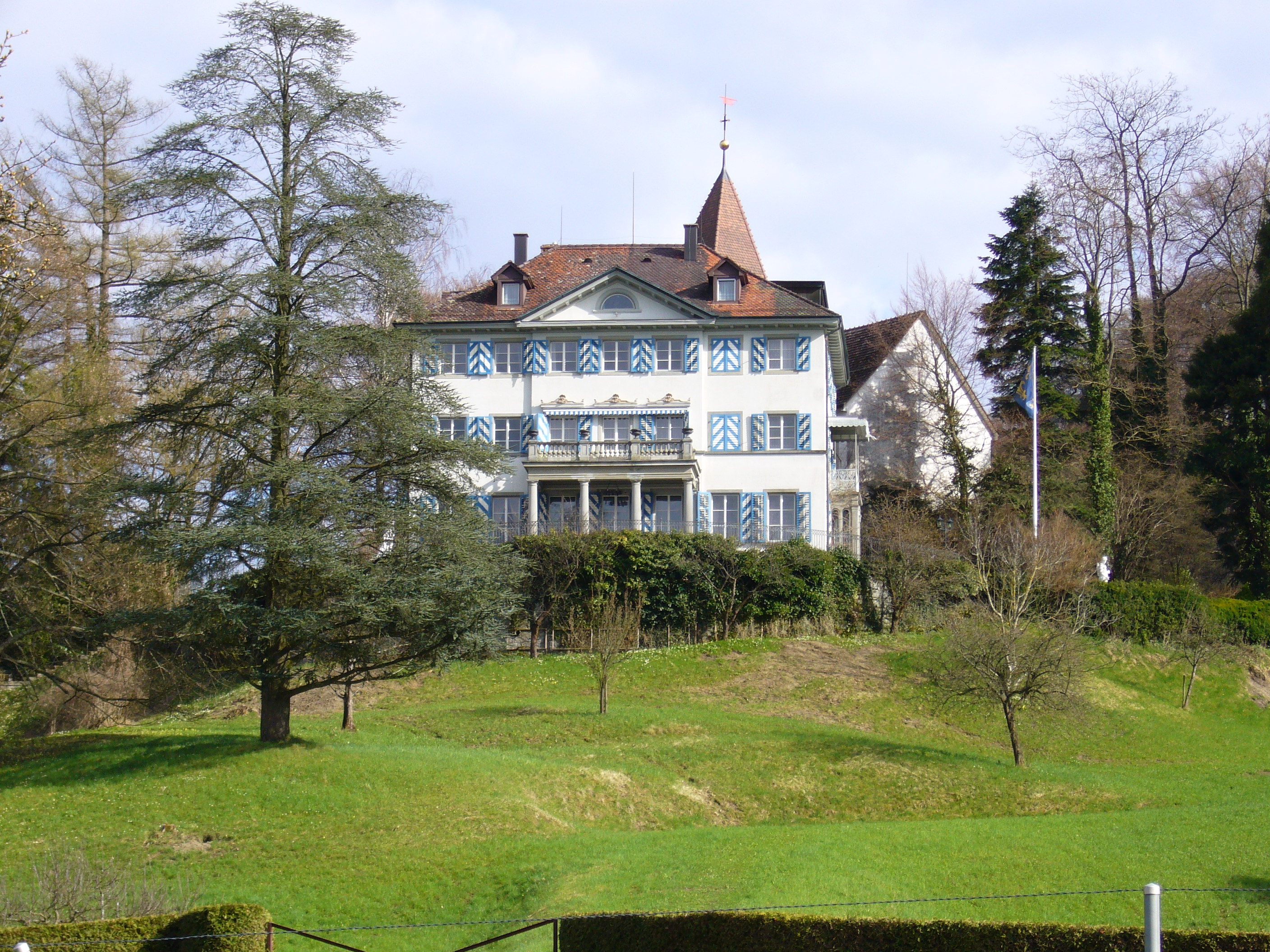
Lâu đài Louisenberg

Lâu đài Louisenberg là một lâu đài ở đô thị Salenstein thuộc bang Thurgau của Thụy Sĩ. Đây là một di sản có ý nghĩa quốc gia của Thụy Sĩ.